# Janaína Bianchi
Janaína Bianchi é uma cantora brasileira que ficou famosa por cantar a versão em português de Gotta Catch’Em All, primeiro tema de abertura do anime Pokémon. O CD com o tema ganhou disco de ouro. Apesar do enorme sucesso, Bianchi recebeu apenas um cachê e não rendeu muito financeiramente, mas ganhou enorme carinho dos fãs e gravou seu nome na história da franquia no Brasil.
Ela já se apresentou em vários eventos de anime, não só cantando seu famoso tema, mas fazendo covers de outras músicas famosas do meio, como a abertura de Shurato.
Bianchi atua no teatro musical, tendo trabalhado por dez anos na Europa e participado de obras como Rent (musical), Les Misérables (musical), Godspell, O Rei Leão (musical), Dança dos Vampiros, Forever Young (pelo qual foi indicada ao prêmio FITA), e My Fair Lady (musical).